# Ministerul Justiției (România)
Ministerul Justiției este una dintre instituțiile centrale ale administrației publice din România, având rolul de a coordona activitatea sistemului judiciar și de a asigura aplicarea legilor în conformitate cu principiile statului de drept. 
Ministrul actual al justiției este Radu Marinescu. Aceasta are 3 secretari de stat: Mihai Pașca, George Cătălin Șerban și Roxana Simona Momeu.

## Responsabilități
- Ministerul propune, redactează și supune aprobării proiecte de acte normative în domeniul justiției.
- Ministerul monitorizează și evaluează activitatea instanțelor pentru a asigura respectarea legii și eficiența procesului judiciar.
- Ministerul supraveghează activitatea procurorilor.
- Ministerul implementează reformele sistemului judiciar.
- Ministerul se ocupă de programele de asistență juridică gratuită pentru persoanele care nu își pot permite un avocat.
- Ministerul coordonează activitățile instituțiilor penitenciare.
- Ministerul colaborează cu instituțiile internaționale în domeniul justiției.
- Ministerul reglementează și supraveghează activitatea notarială.
- Ministerul gestionează Registrul Național al persoanelor juridice.
- Ministerul protejează și promovează drepturile fundamentale ale cetățenilor și drepturile omului.

## Instituții subordinate
Următoarele instituții sunt subordonate Ministerului Justiției:
| Denumirea                                                       | Adresa                                      | Website                           |
| --------------------------------------------------------------- | ------------------------------------------- | --------------------------------- |
| Institutul Național de Expertize Criminalistice                 | Blvd. Regina Elisabeta nr. 53, Sector 5     | https://inec.ro/                  |
| Administrația Națională a Penitenciarelor                       | Str. Maria Ghiculeasa nr. 47, Sector 2      | https://anp.gov.ro/               |
| Spitalul Clinic „Prof. Dr. Constantin Angelescu”                | Aleea Cauzasi, nr. 49 - 51, Sector 3        | https://www.spitalulangelescu.ro/ |
| Agenția Națională de Administrare a Bunurilor Indisponibilizate | Blvd. Regina Elisabeta nr. 3, Sector 3      | https://anabi.just.ro/            |
| Centrul Medical de Diagnostic și Tratament Ambulatoriu          | Str. Nerva Traian, nr. 6, Bl. M39, Sector 3 | https://cmdtamp.ro/               |
| Oficiul Național al Registrului Comerțului                      | Blvd. Unirii nr. 74, Bl. J3b, Sector 3      | https://www.onrc.ro/              |
| Autoritatea Națională pentru Cetățenie                          | Str. Smârdan nr. 3, Sector 3                | https://cetatenie.just.ro/        |
| Direcția Națională de Probațiune                                | Str. Apolodor nr. 17, Sector 5              | https://probatiune.just.ro/       |
| Institutul Național de Criminologie                             | Str. Apolodor, nr. 17, Sector 5             |                                   |

## Miniștri
- Teofil Pop: 3 ianuarie 1990
- Victor Babiuc - 28 iunie 1990
- Mircea Ionescu Quintus - 16 octombrie 1991
- Petre Ninosu - 19 noiembrie 1992
- Iosif Gavril Chiuzbaian - 6 martie 1994
- Ion Predescu - 3 septembrie 1996
- Valeriu Stoica - 12 decembrie 1996
- Rodica Stănoiu - 28 decembrie 2000
- Cristian Diaconescu - 10 martie 2004
- Monica Macovei - 29 decembrie 2004
- Tudor Chiuariu - 5 aprilie 2007
- Teodor Meleșcanu - 15 ianuarie 2008 (interimar)
- Cătălin Predoiu - 29 februarie 2008 - 3 octombrie 2009
- Cătălin Predoiu - 3 octombrie 2009 - 23 decembrie 2009 (interimar)
- Cătălin Predoiu - 23 decembrie 2009 - 7 mai 2012
- Titus Corlățean - 7 mai 2012 - 6 august 2012
- Victor Ponta - 6 august 2012 - 23 august 2012 (interimar)
- Mona Pivniceru - 23 august 2012 - 21 decembrie 2012
- Mona Pivniceru - 21 decembrie 2012 - 27 martie 2013
- Victor Ponta - 27 martie 2013 - 15 aprilie 2013 (interimar)
- Robert Marius Cazanciuc - 15 aprilie 2013 - 17 noiembrie 2015
- Raluca Alexandra Prună - 17 noiembrie 2015 - 4 ianuarie 2017
- Florin Iordache - 4 ianuarie 2017 - 9 februarie 2017
- Ana Birchall - 9 februarie 2017 - 23 februarie 2017 (interimar)
- Tudorel Toader - 23 februarie 2017 - 24 aprilie 2019
- Ana Birchall - 24 aprilie 2019 - 10 iunie 2019 (interimar)
- Ana Birchall - 10 iunie 2019 - 4 noiembrie 2019
- Cătălin Predoiu - 4 noiembrie 2019 - 23 decembrie 2020
- Stelian Ion - 23 decembrie 2020 - 1 septembrie 2021
- Lucian Bode - 1 septembrie 2021- 25 noiembrie 2021 (interimar)
- Cătălin Predoiu - 25 noiembrie 2021 - 15 iunie 2023
- Alina Gorghiu - 15 iunie 2023 - 24 decembrie 2024
- Radu Marinescu - 24 decembrie 2024 - prezent

## Buget
Bugetul aferent anului 2016, în sumă 3.112.594 mii lei este cu 15,55% mai mare decât bugetul aprobat inițial prin legea bugetului de stat în anul 2015, în sumă de 2.694.613 mii lei și cu aproximativ 11% mai mare decât bugetul rectificat aferent anului 2015, fără influențele determinate de titlurile executorii (tranșele aferente anului 2016 - 565.598 mii lei).
Bugetul aferent anului 2023 este în sumă de 4.433.311 mii lei.

## Personal
Conform Institutului Național de Statistică, la 1 ianuarie 2020 numărul de posturi ocupate în Ministerul Justiției este de 16.521 posturi. 
În august 2024, Ministerul Justiției avea 2678 de posturi ocupate.

## Evoluția sistemului judiciar în România
Conform Arhivelor Naționale ale României, sistemul judiciar statele predecesoare ale României nu avea un caracter independent până în secolul al XIX-lea, iar activitatea judiciară nu era exercitată de persoane specializate. Adoptarea Regulamentelor Organice în Țara Românească (1831) și în Moldova (1832) a marcat începutul organizării instituționale bazate pe principiul separării puterilor în stat. Astfel, puterea legislativă era încredințată Adunării Obștești, cea executivă era exercitată de domn, iar puterea judecătorească era încredințată tribunalelor independente față de Adunare și domn.
Puterea judecătorească era exercitată prin intermediul următoarelor instituții: 
- Tribunalele de întâia instanță sau judecătoriile județelor;
- Divanurile judecătorești cu sediile în București și Craiova pentru Țara Românească și Iași pentru Moldova, care judecau apelurile împotriva hotărârilor judecătoriilor județene;
- Judecătoriile de comerț;
- Judecătoriile de poliție;
- Înalta Curte de Apelație (numită din 1833 Divanul Domnesc)
- Înaltul Divan sau  (din 1833 numit Divanul Domnesc), care era instanța supremă ce judeca apelurile contra hotărârilor divanurilor judecătorești și judecătoriilor de comerț. Rejudecarea unui proces era posibilă numai în urma înaintării unei cereri către domn, care putea dispune reintrarea acestuia pe rol la Înaltul Divan.
- Divanul de revizie

În perioada de început, Ministerul de Justiție (cunoscut și sub denumirea de Departamentul Dreptății sau Logofeția Dreptății) avea rolul de a supraveghea și coordona activitățile judecătorești. Conducătorul departamentului, Marele logofăt (ministrul de justiție), acționa ca intermediar între instanțele judecătorești și domn.
Inițial, Ministerul Justiției era format dintr-un ministru, un director adjunct, conducătorul celor trei birouri (mese) și un revizor judecătoresc. În anul 1862, prin desființarea Divanului judecătoresc de la Iași, s-a creat un singur Minister de Justiție cu sediul la București.
După Unirea Principatelor în 1859, Ministerul Justiției a dobândit un set complex de atribuții, inclusiv promovarea legilor și păstrarea marelui sigiliu al statului pentru validarea acestora. Ministrul justiției era responsabil și pentru activitatea Ministerului Public, având sarcini de supraveghere a procurorilor, urmărirea delicte de diverse naturi, verificarea aplicării instrucțiunilor de procedură, înaintarea petițiilor de grațiere sau reducere a pedepsei, primirea cererilor de naturalizare, precum și legalizarea actelor de stare civilă și judecătorești pentru străinătate.
Odată cu Unirea Principatelor din 1859, Ministerului Justiției a dobândit un set complex de atribuții, printre acestea numărându-se promulgarea legilor și păstrarea marelui sigiliu al statului pentru validarea legilor. Ministrul justiției era și șeful Ministerului Public. El avea sarcina de a supraveghea activitatea procurorilor, de a urmări delicte de diferite naturi, de a verifica aplicarea instrucțiunilor de procedură, de a supune domnului petițiile de grațiere sau reducere a pedepsei, de a primi cererile de naturalizare și transfera Adunării Elective și de a legaliza actele de stare civilă și pe cele judecătorești pentru străinătate. 
Curtea de Casație și Justiție a fost înființată la 24 ianuarie 1861, având jurisdicție asupra tuturor tribunalelor, curților de apel și tribunalelor militare. Prin legea din 4 iulie 1865, instanțele judecătorești au fost reorganizate. Fondul arhivistic Ministerul Justiției care poate fi cercetat la Arhivele Naționale cuprinde documente create în anii 1823-1948. Materialul documentar cuprins în fond, este organizat pe părți structurale, așa cum acestea au fost înființate și au funcționat în conformitate cu legislația vremii.
În perioada 22 decembrie 2008 - 23 decembrie 2009, ministerul a avut denumirea de Ministerul Justiției și Libertăților Cetățenești.